# 2D格闘ツクール2nd.
『2D格闘ツクール2nd.』（ツーディーかくとうツクールセカンド）は、エンターブレインから発売されている対戦格闘ゲーム製作用ソフトウェア。製作会社はOUTBACK。『格ツク2nd』が主な略称。

## 特徴
前作の『2D格闘ツクール95（格ツク95）』が好評であり、より高い解像度や高度なシステムを実現可能な後継ソフトが望まれていたことから開発・発売された、対戦格闘・格闘風アクションゲームの制作専用ツクールである。パソコン専用の格闘ツクールシリーズとしては（2008年5月現在）最後のソフトであり、後継ソフトの開発などは発表されていない。
画面の解像度は、格ツク95の320×240（『RPGツクール2000』などと同じ）から640×480（『RPGツクール95』、初期設定時の『RPGツクールXP』などと同じ）に変更された。そのため、格ツク95ではしばしば目立つことがあった全画面表示時のドットの荒さが、この格ツク2ndを用いることによりずっと気にならなくなった。なお、格ツク95に存在した画面のズーム機能は廃止されており、再現不能である。
システム系統は充実しており、上手に使いこなすことで市販されている多くの対戦格闘作品のシステムをほぼ遜色無く再現することができる。キャラクター毎に特殊ゲージの溜り方などを個別設定することすら可能であり、さらには『格ツクコンチェルト プロジェクト2D』（作者・夢幻台、他8名）では使用可能な16人のキャラクターと使用可能な9種のシステムを自由に組み合わせて遊ぶ（例として後述する『ヴァンガードプリンセス』（作者・スゲノトモアキ）ではメインキャラクター10人とサポートキャラクター4人（＋α）を自由にカップリングし、同時に操作することができる）などという芸当が可能であることが示されている。ただし仕様上、極めて特殊なシステムは再現不能な場合（フィールドサイズの変更は不可能である）がある。 。
さらに、制作できるゲームは対戦格闘に限らず、例えば格闘ゲーム風のアクションゲーム、つまり多数の敵キャラクター相手にプレイヤーの操るキャラクター一人で戦うようなゲームも作れる。コンテストパークにて金賞受賞・殿堂入りを果たした『指武利遊戯』（作者・DAN（岩本三四郎））がその代表作である。
いくつかのバグや仕様上の難点はあるものの、それらのほとんどはメーカー側のパッチや格ツクラーの研究・努力により克服されている。そして、ベクターのサイトでアップロードされる作品を見る限りでは、発売から数年経った現在でもフリーウェアの2D対戦格闘制作者の間での使用率は高い。有料の同人ソフトの制作者からもしばしば使われている。

## 特記事項
簡単にゲーム制作ができる、ということが売りのツクールシリーズではあるが、実際には単純ながら地道な作業が多くなるために制作には多かれ少なかれ手間が掛かり、それがゲーム制作の難しさとなって制作者の前に立ちはだかることになる。特に格闘ツクールではそれが顕著に現れる。その主因として、キャラクターの動きを表現するために各キャラクターごとに相当数の静止画を描かねばならず、さらにここから技を制作するなどの手間を併せると労力は相当なものになる点が挙げられる。
格闘ツクール全盛期を物語る作品として、『2D格闘ツクラーズ ゴールドメンバー』（作者・R.C.、他6名）が挙げられる。インターネットコンテストパークでの受賞者7名が各々の受賞作中からキャラクターを2体ずつ提供し、さらにソフトに付属しているサンプルゲームからの参戦者も含め、計16体が使用可能というこの作品は、当時のデジタルファミ通編集部がわざわざサイトを臨時更新して好評を与え、後に『格ツクコンチェルト プロジェクト2D』（作者・夢幻台、他8名）とその続編『プロジェクト2D ClassX』（作者・夢幻台、他9名）など、ベクターでもレビューされるほど注目されるような複数のツクラーによるコラボレート企画を促すきっかけともなった。
発売から7年以上が経過した2009年に発表された『ヴァンガードプリンセス』（作者・スゲノトモアキ）は、作者のかつてゲーム業界にいた経験を生かした作品で、格闘ツクール熱がすでに落ち着いた時期に何の前触れも無く発表されながらも、一般公開を境にネット上で急激な賑わいを見せ、それからわずか数日間の内にニュースサイトに記事が書かれる、 pixiv等では二次創作イラストの投稿が相次ぐことになったなどの影響を与えた。

## 主な使用作品
発表日順に記載
- 魁!!男塾
- 指武利遊戯
- 2D格闘ツクラーズ ゴールドメンバー[8]
- アニメ店長バトルライブ[8]
- Shadow Arts
- ヴァンガードプリンセス
- 稲歩町ダイナマイトボム[9]
- カラーズパーティー～LOST IN EATER～[10]